# Kampioenschap van Vlaanderen 1994
Il Kampioenschap van Vlaanderen 1994, settantanovesima edizione della corsa, si svolse il 9 settembre 1994 su un percorso di 170 km, con partenza e arrivo a Koolskamp. Fu vinto dall'olandese Jelle Nijdam della Wordperfect davanti al belga Hendrik Redant e all'olandese Danny Nelissen.

## Ordine d'arrivo (Top 10)
| Pos. | Corridore         | Squadra                     | Tempo    |
| ---- | ----------------- | --------------------------- | -------- |
| 1    | Jelle Nijdam      | Wordperfect                 | 3h58'00" |
| 2    | Hendrik Redant    | ZG Mobili-Selle Italia      |          |
| 3    | Danny Nelissen    | TVM-Bison Kit               |          |
| 4    | Vadim Volar       | Trident-Schick              |          |
| 5    | Frank Høj         | Zetelhallen                 |          |
| 6    | Cedric Van Lommel | Zetelhallen                 |          |
| 7    | Peter Roes        | Vlaanderen 2002-Eddy Merckx |          |
| 8    | Robbie Vandaele   | Lotto                       |          |
| 9    | Erik Dekker       | Wordperfect                 |          |
| 10   | Marc Patry        | Vlaanderen 2002-Eddy Merckx |          |